# ダニエル・カリーソ
ダニエル・フェリペ・マルティンス・カリーソ（Daniel Filipe Martins Carriço、1988年8月4日 - ）は、ポルトガル・カスカイス出身の元サッカー選手。元ポルトガル代表。現役時代のポジションはDF、MF。

## 経歴
スポルティングCPの下部組織出身。2007年にSCオリャネンセ、2008年にキプロスのAELリマソールへレンタルを経験し、2008年10月26日のFCパソス・デ・フェレイラ戦でプリメイラ・リーガデビューを果たした。
2010-11シーズンからFCポルトへ移籍したジョアン・モウティーニョの後継者としてキャプテンに就任。本職はDFであるが、ドミンゴス・パシエンシア、リカルド・サ・ピント監督時代には守備的MFとして起用された。
2012年12月31日、イングランド・プレミアリーグのレディングFCへ移籍。2013年1月12日のWBA戦でデビュー。守備力の向上を目的とした補強であったが、3試合の出場に留まり、クラブは最多失点数タイでチャンピオンシップへ降格した。
2013年7月17日、スペイン・リーガ・エスパニョーラのセビージャFCへ買い取りオプション付きのレンタル移籍。2014年に完全移籍を果たした。
2020年2月20日、武漢卓爾足球倶楽部に移籍した。
2021年8月22日、UDアルメリアに移籍した。

## 所属クラブ
- スポルティングCP 2007-2012

→ SCオリャネンセ 2007 (loan)
→ AELリマソール 2008 (loan)
- レディング 2013-2014

→ セビージャ 2013-2014 (loan)
- セビージャ 2014-2020
- 武漢卓爾 2020-2021
- UDアルメリア 2021-2022

## タイトル

### クラブ
スポルティングCP
- スーペルタッサ・カンディド・デ・オリベイラ ： 2008

セビージャ
- UEFAヨーロッパリーグ ： 2013-14, 2014-15, 2015-16、2019-20

アルメリア
- セグンダ・ディビシオン : 2021-22